# Yu-Gi-Oh! Duel Monsters World Championship 2007
 (janvier 2015).
Si vous disposez d'ouvrages ou d'articles de référence ou si vous connaissez des sites web de qualité traitant du thème abordé ici, merci de compléter l'article en donnant les références utiles à sa vérifiabilité et en les liant à la section « Notes et références ».
Yu-Gi-Oh! Duel Monsters World Championship 2007 est jeu vidéo de carte de combat inspiré du jeu de cartes à collectionner Yu-Gi-Oh! Jeu de cartes à jouer, dérivé de la saga Yu-Gi-Oh!. Il fonctionne sur Nintendo DS.
Il s'agissait du jeu électronique officiel du tournoi mondial pour 2007. Les duels et le gameplay respectent les règles officielles du tournoi ainsi que les effets officiels des cartes magies et pièges.
Il n'y a pas de fil conducteur entre les duels, pas de scénario et on ne retrouve pas d'adversaire humain issue de la série télé (malgré la présence de Jaden sur la pochette du jeu) mais des monstres issues des cartes en guise de duelliste.
En compensation, il y a ajout d'un mode défi (réussir le plus grand nombre de victoires consécutives ou résoudre un problème du jeu) et la possibilité de jouer en réseau Wi-Fi avec des joueurs du monde entier.
Il est encore possible de se connecter sur la CWF Nintendo pour mettre à jour la liste de cartes interdites, télécharger une carte du jeu, ainsi que le profil d'un joueur sur le classement mondial pour affronter son fantôme en « duel télécharger » (ceci pour faire continuer le soft) .
Se basant sur une liste de plus 1 700 cartes, on peut construire et sauvegarder une centaine de decks pour peaufiner sa stratégie de jeu.
En bonus la cartouche était livrée avec 3 cartes brillantes du jeu officiel (pour la France : Dragon détonant, Cogneur magique et Commandant au disque héros de la destinée)